# Mogoșești-Siret
Mogoșești-Siret is een Roemeense gemeente in het district Iași.
Mogoșești-Siret telt 4049 inwoners.